# (48737) Cusinato
(48737) Cusinato (1997 ER11) – planetoida z grupy pasa głównego asteroid okrążająca Słońce w ciągu 3,59 lat w średniej odległości 2,34 j.a. Odkryta 8 marca 1997 roku.